# Альвеолярный латеральный одноударный согласный

Звонкий альвеолярный латеральный одноударный — это тип согласного звука, используемый в некоторых разговорных языках. Символом в МФА, который представляет этот звук, является ɺ, слияние повернутой строчной буквы r с буквой l. Утвержденный в 1928 году, этот символ представляет собой звук, промежуточный между [d] и [l] или между [r] и [l] до 1979 г., когда его значение был переопределен как боковой альвеолярный одноударный.
Некоторые языки, которые описываются как имеющие боковую откидную створку, на самом деле имеют откидную створку, которая не определена относительно центральности, и может проявляться либо как центральная, либо как боковая, либо в свободной вариации, либо аллофонически в зависимости от окружающих гласных и согласных.

## Примеры
| Язык     | Слово           | МФА             | Значение | Примечания                                             |
| -------- | --------------- | --------------- | -------- | ------------------------------------------------------ |
| Курипако | [ɺi.wa.'dzo.ɺe] | [ɺi.wa.'dzo.ɺe] | янтарь   |                                                        |
| Ивайджа  | ayanjildin      | [ajanɟiɺin]     | милая    |                                                        |
| Японский | 六 roku         | [ɺo̞kɯ̟ᵝ]         | шесть    | Аллофон ɾ. См. Японская фонология                      |
| Японский | 心 kokoro       | [ko̞ko̞ɺo̞]        | сердце   | Аллофон ɾ. См. Японская фонология                      |
| Касуа    | hilila          | [hiɺiɺɑ]        | тяжелый  | Никогда не используется ни в начале, ни в конце слова. |
| Пираха   | toogixi         | [tòːɺ͡ɺ̼ìʔì]      | мотыга   | Используется только в некоторых типах речи             |
| Вайюу    | püülükü         | [pɯːɺɯkɯ]       | свинья   | В отличие от /r/                                       |